# Tonkino
Tonkino (en russe : То́нкино) est une commune de type urbain de Russie située au nord de l'oblast de Nijni Novgorod, siège administratif du raïon et de la municipalité du même nom.

## Géographie
Le village se trouve à 46 km à l'est de la gare ferroviaire d'Ouren sur la ligne Nijni Novgorod-Kotelnitch de la nouvelle direction du Transsibérien. Il est traversé par la rivière Iakhta. Il est à 200 km au nord-est de Nijni Novgorod à vol d'oiseau et à 15 km de la limite de l'oblast de Kirov.

## Histoire
Tonkino a été fondé par des vieux-croyants. Les premières mentions documentées datent de 1723. Il fait d'abord partie de l'ouïezd de Varnavine. Il devient le siège d'une volost en 1797. Jusqu'à la Révolution d'Octobre, la région faisait partie du gouvernement de Kostroma. En 1929, il devient le siège du raïon de Tonkino.
Tonkino reçoit le statut de commune urbaine en 1972.

## Géographie
Tonkino se trouve au bord de la rivière Ouzola à 88 km à vol d'oiseau et 125 km par la route au nord de Nijni Novgorod et à 60 km de Semionov.
La température moyenne est en janvier de -13,1°С, et de +18,3°С en juillet.

## Histoire
En 1712, par décret de Pierre le Grand, la nouvelle colonie de Rybnovskie Potchinki (maintenant l'une des rues du bourg ouvrier de Kovernino), ainsi qu'un certain nombre de volosts de l'ouïezd de Iourievets sont données au prince Iakov Fiodorovitch Dolgoroukov. Le village devient le siège d'une volost de l'ouïezd de Iourievets qui dépend du gouvernement de Nijni Novgorod. Il est transféré dans les années 1770 à l'ouïezd de Makarievo de la province de Kostroma (devenue gouvernement de Kostroma en 1796). De 1918 à 1922, l'endroit est le siège administratif d'un ouïezd. Ensuite le village entre dans l'ouïezd de Semionov du gouvernement de Nijni Novgorod et le 10 juin 1929 devient chef-lieu d'arrondissement (siège du raïon de Tonkino).
Tonkino obtient le statut de commune urbaine en 1961.

## Population
Recensements (*) et estimations de la population,,:
| 1939* | 1959* | 1970* | 1979* | 1989* | 2002* |
| ----- | ----- | ----- | ----- | ----- | ----- |
| 1 793 | 1 996 | 3 007 | 4 584 | 5 637 | 5 499 |

| 2010* | 2012  | 2013  | 2014  | 2015  | 2016  |
| ----- | ----- | ----- | ----- | ----- | ----- |
| 5 103 | 5 005 | 4 944 | 4 851 | 4 794 | 4 757 |

| 2017  | 2018  | 2019  | 2020  | 2021* | 2023  |
| ----- | ----- | ----- | ----- | ----- | ----- |
| 4 745 | 4 724 | 4 624 | 4 649 | 4 496 | 4 426 |

## Économie
Le village dispose entre autres d'une usine industrielle, d'une linerie, d'une foresterie, d'une huilerie, etc.